# Krystian Nowak
Krystian Nowak (* 1. April 1994 in Ełk) ist ein polnischer Fußballspieler, der seit 2024 bei Schenis Astana in Kasachstan spielt.

## Karriere

### Verein
Krystian Nowak begann seine Karriere in seiner Geburtsstadt bei Mazur Ełk, für den er bis zu seinem dreizehnten Lebensjahr spielte. Zwischen den Jahren 2007 und 2010 war in der Jugend von UKS SMS Łódź aktiv. Ab dem Jahr 2010 war er Teil der ersten Mannschaft in der vierten Liga. In der Saison 2011/12 war er an den Drittligisten Tur Turek verliehen, für den er achtzehn Spiele absolvierte. Ab der Saison 2012/13 spielte Nowak bei Widzew Łódź, mit dem er von der Ekstraklasa bis in die 3. Liga abstieg. Danach war der Innenverteidiger beim Erstligisten Podbeskidzie Bielsko-Biała unter Vertrag, der am Ende der Saison 2015/16 als Tabellenletzter abstieg. Im August 2016 wechselte der 22-jährige Nowak zum schottischen Erstligisten Heart of Midlothian. Sein Debüt bei den Hearts gab Nowak am 23. Dezember 2016 gegen den FC Dundee. Im Januar 2018 wechselte Nowak für ein halbes Jahr zu Panionios Athen, wo er allerdings nur einen fünfzehnminütigen Einsatz im nationalen Pokal absolvierte. Danach schloss er sich im Sommer NK Slaven Belupo Koprivnica in Kroatien an. Nach anderthalb Jahren folgte erneut ein Wechsel zu Widzew Łódź und im Sommer 2022 zum rumänischen Erstliga-Aufsteiger Universitatea Cluj. Doch auch bei letzterem kam er nur zu drei Pokaleinsätzen. Die Saison 2023 verbrachte Nowak dann bei Bohemians Dublin in Irland und seit Anfang 2024 steht er bei Schenis Astana in der kasachischen Premjer-Liga unter Vertrag.

### Nationalmannschaft
Von 2009 bis 2015 absolvierte Nowak insgesamt elf Partien für diverse polnische Jugendnationalmannschaften und erzielte dabei einen Treffer für die U-20-Ausahl.